# Slater (Wyoming)
Slater – jednostka osadnicza w Stanach Zjednoczonych, w stanie Wyoming, w hrabstwie Platte.